# Emile Ferfaille

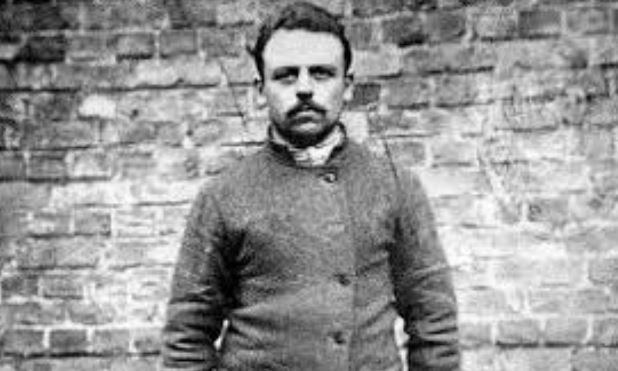
Émile Ferfaille

Emile Ferfaille (Menen, 25 november 1891 - Veurne, 26 maart 1918) was de laatste persoon die volgens het gemeenrechtelijk strafrecht geëxecuteerd is in België.
Tijdens de Eerste Wereldoorlog was Ferfaille wachtmeester-foerier bij het 2e regiment Zware Artillerie. Hij had zich met twee vrouwen verloofd. De 20-jarige Rachel Ryckewaert, die vier maanden zwanger was, vermoordde hij op 27 oktober 1917 in de tuin van de groentekweker Florimond Seru. Ferfaille werd door de krijgsraad veroordeeld voor moord, diefstal en valsheid in geschrifte. Koning Albert I verleende geen genade om niet het signaal te geven dat men via zware criminaliteit kon ontsnappen aan de gevaren van het front. Omdat hij door de veroordeling militair af was en dus niet voor het vuurpeloton kon komen, werd Ferfaille na de uitspraak onthoofd met een guillotine. De executie vond plaats terwijl de Duitsers de stad beschoten met artillerie. Guillotine en beul had men moeten invoeren uit Frankrijk. Anatole Deibler voltrok het vonnis in de gevangenis van Veurne.

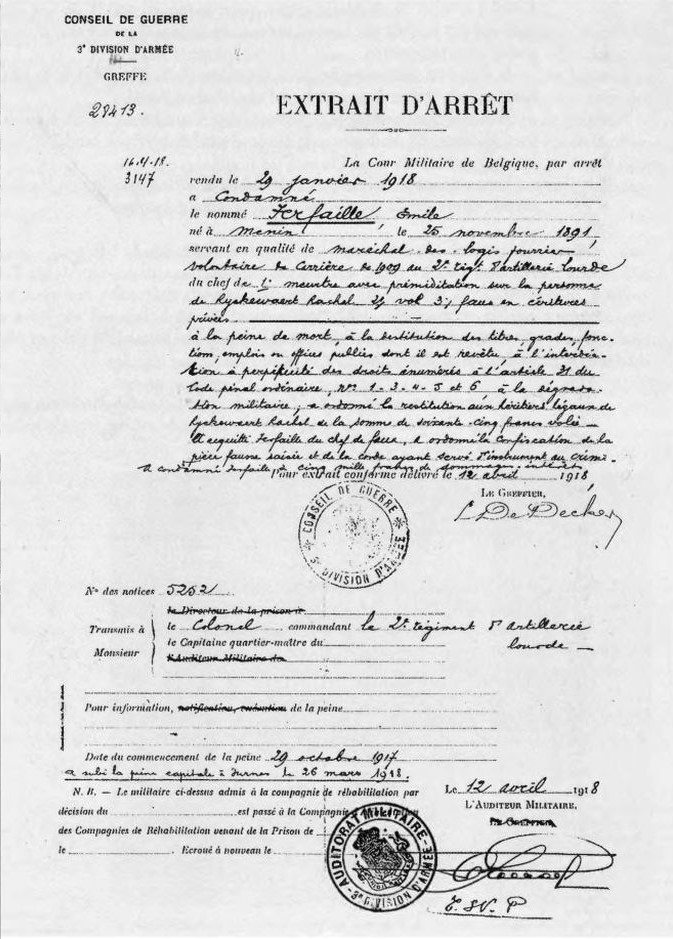

## Film
- Le voyage de la veuve (Philippe Laïk, 2008)

## Voetnoten
1. ↑  100 jaar geleden: De laatste onthoofding in België, VRT NWS, 26 maart 2018
2. ↑  Inbreuken op de artikelen 8, 9, 18, 19, 21, 31, 44, 61, 62, 65, 196, 214, 393, 394, 461 en 463 van het Strafwetboek